# Siège de Ladysmith
Seconde guerre des Boers
Batailles
Raid Jameson (décembre 1895 - janvier 1896)
- Doornkop

Front ouest (octobre 1899 - juin 1900)
- Kraaipan
- Belmont
- Graspan
- Modder River
- Stormberg
- Magersfontein
- Kimberley
- Paardeberg
- Poplar Grove
- Driefontein
- Sand River
- Mafeking
- Doornkop
- Biddulphsberg
- Lindley
- Diamond Hill

Front est (octobre 1899 - août 1900)
- Talana Hill
- Elandslaagte
- Rietfontein
- Bataille de Ladysmith
- Colenso
- Spion Kop
- Vaal Krantz
- Siège de Ladysmith
- Libération de Ladysmith
- Bergendal

Raids et guérillas (mars 1900 - mai 1902)
- Sanna's Post
- Mostertshoek
- Jammerbergdrift
- Roodewal
- Bothaville
- Leliefontein
- Nooitgedacht
- Vlakfontein
- Groenkloof
- Elands River
- Bloedrivier Poort
- Bakenlaagte
- Groenkop
- Tweebosch
- Rooiwal

Le siège de Ladysmith est un fait d'armes de la seconde guerre des Boers qui s'est tenu entre le 30 octobre 1899 et le 25 février 1900 à Ladysmith, au Natal, en Afrique du Sud.

## Prologue
Alors que la guerre avec les républiques boers apparaissait inévitable dès juin 1899, le War Office britannique envoya une armée de 15 000 soldats dans la colonie du Natal, pensant qu'elle serait, en cas de déclenchement de la guerre, suffisante pour se permettre d'attendre l'envoi de renforts supplémentaires. Certaines de ces troupes furent redirigées alors qu'elles revenaient d'Inde vers l'Angleterre, et d'autres furent envoyées de garnisons basées en Méditerranée ou ailleurs. Le lieutenant général Sir George White fut désigné pour commander cette force militaire. Il était âgé de 64 ans et souffrait d'une blessure à la jambe à la suite d'une chute de cheval. Ancien des guerres indiennes, il n'avait que peu d'expérience de l'Afrique et des guerres contre des Européens.

## Déclenchement de la guerre
Contrairement à l'avis rendu par plusieurs commandants britanniques tels Sir Alfred Milner, le Haut Commissaire pour l'Afrique du Sud, les gouvernements boers n'étaient pas particulièrement effrayés du renforcement des troupes britanniques au Natal. Au lieu de cela, il l'envisageaient comme une menace potentielle contre leur indépendance. Le gouvernement du Transvaal dirigé par le président Paul Kruger envisagea de lancer une attaque dès septembre 1899, mais le président Steyn de l'État libre d'Orange l'en dissuada, pour tenter d'ultimes médiations. Avec l'échec de celles-ci, les deux républiques boers déclarèrent la guerre et attaquèrent le 12 octobre.
Ce furent un total de 21 000 boers qui pénétrèrent au Natal du nord, de l'est et de l'ouest. White avait reçu le conseil de déployer ses forces moins en avant, loin du Natal septentrional, appelé le « triangle du Natal », dont les deux côtés supérieurs étaient au contact des deux républiques boers. Au lieu de cela, White basa l'essentiel de ses forces à Ladysmith, avec un détachement envoyé à Dundee. Soit en plein centre du triangle. Les forces britanniques se retrouvèrent rapidement concentrées dans la seule Ladysmith à la suite des batailles de Talana Hill et Elandslaagte. Une fois le siège installé autour de Ladysmith, White lança une attaque pour capturer l'artillerie boer. Cette attaque fut désastreuse, connue sous le nom de bataille de Ladysmith, au cours de laquelle les Britanniques furent repoussés après avoir perdu 1 200 hommes tués, blessés ou capturés.

## Siège

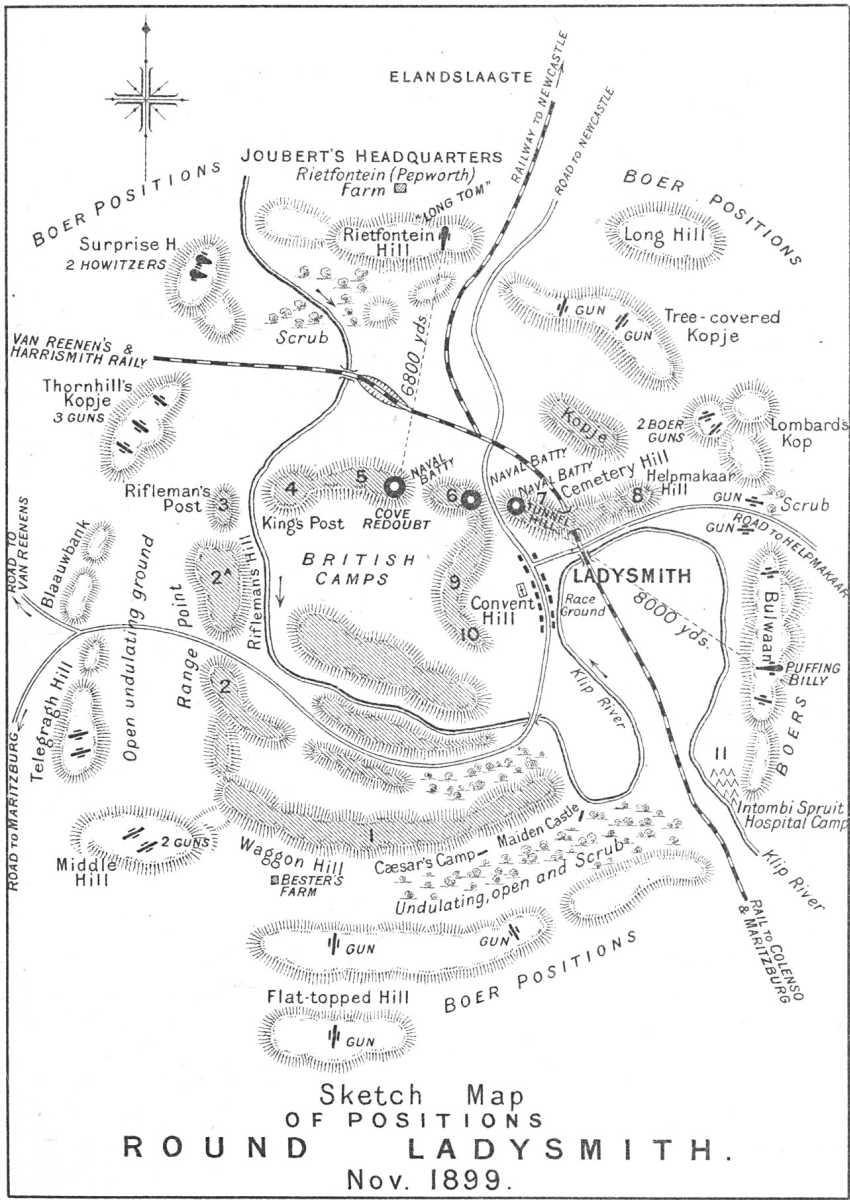
Position des troupes en novembre 1899

Les Boers encerclèrent alors la ville et interrompirent la liaison ferroviaire avec Durban sur la côte dès le 2 novembre. Le général major French et son adjoint le Major Douglas Haig s'échappèrent avec le dernier train, sous le feu de l'ennemi.
La ville fut assiégée pendant 118 jours. White savait que d'importants renforts allaient arriver, et qu'il pouvait communiquer avec des unités britanniques au sud de la rivière Tugela via sémaphore ou héliographe. Il espérait une libération rapide.
Louis Botha lança au cours du mois de novembre un raid avec Piet Joubert au sud-Natal en direction de Durban, mais revint après quelques semaines au nord de la Tugela pour contenir les forces britanniques de libération. Le 15 décembre, la première tentative de libération échoua au cours de la bataille de Colenso. Temporairement affaibli, le commandant des forces de libération, le général Buller, suggéra à White de forcer le blocus ou de se rendre après avoir détruit armes et munitions. White ne pouvait reprendre l'offensive car les chevaux et animaux de trait ne disposaient plus de fourrage en suffisance, mais il refusa également de se rendre.

## Tentative d'invasion
Les Boers assiégeant Ladysmith s'affaiblissaient également de par le manque d'approvisionnement. En manque d'action, de nombreux Boers retournèrent chez eux ou firent venir leur famille. Certains jeunes officiers persuadèrent Piet Joubert de lancer une attaque surprise pendant la nuit du 5 janvier 1900, avant que survienne une nouvelle tentative de libération de la ville.
La ligne de défense britannique au sud de la ville s'étendait le long d'une crête appelée le Platrand. Les troupes britanniques appelèrent les différents sommets Wagon Point, Wagon Ridge et Caesar's Camp (d'après un lieu près d'Aldershot, connu de plusieurs dans l'Armée britannique). Sous les ordres de Ian Hamilton, les Britanniques avaient construit une série d'ouvrages fortifiés et de tranchées, sur la partie cachée pour les Boers, ce que ces derniers ne savaient pas.
Le 6 janvier à l'aube, les Boers lancèrent une attaque sous les ordres du général C.J. de Villiers dont les troupes commencèrent à escalader Wagon Ridge et Caesar's Camp. Ils furent repérés et attaqués par les troupes britanniques encadrant les canons sur ces collines. Les Boers parvinrent à atteindre la limite du sommet de ces colonies, mais ne purent aller plus loin. Les contre-attaques échouèrent également.
À midi, de Villiers lança une nouvelle attaque sur Wagon Point. Certains défenseurs épuisés paniquèrent et s'enfuirent, mais Hamilton conduisait les réserves et recaptura certaines tranchées. En fin d'après-midi, une tempête éclata et les Boers en profitèrent pour se replier.
Les Britanniques souffrirent de 175 morts et 249 blessés. 52 morts boers furent comptés sur les positions britanniques, mais le total des pertes n'est pas connu.

## Fin du siège et libération

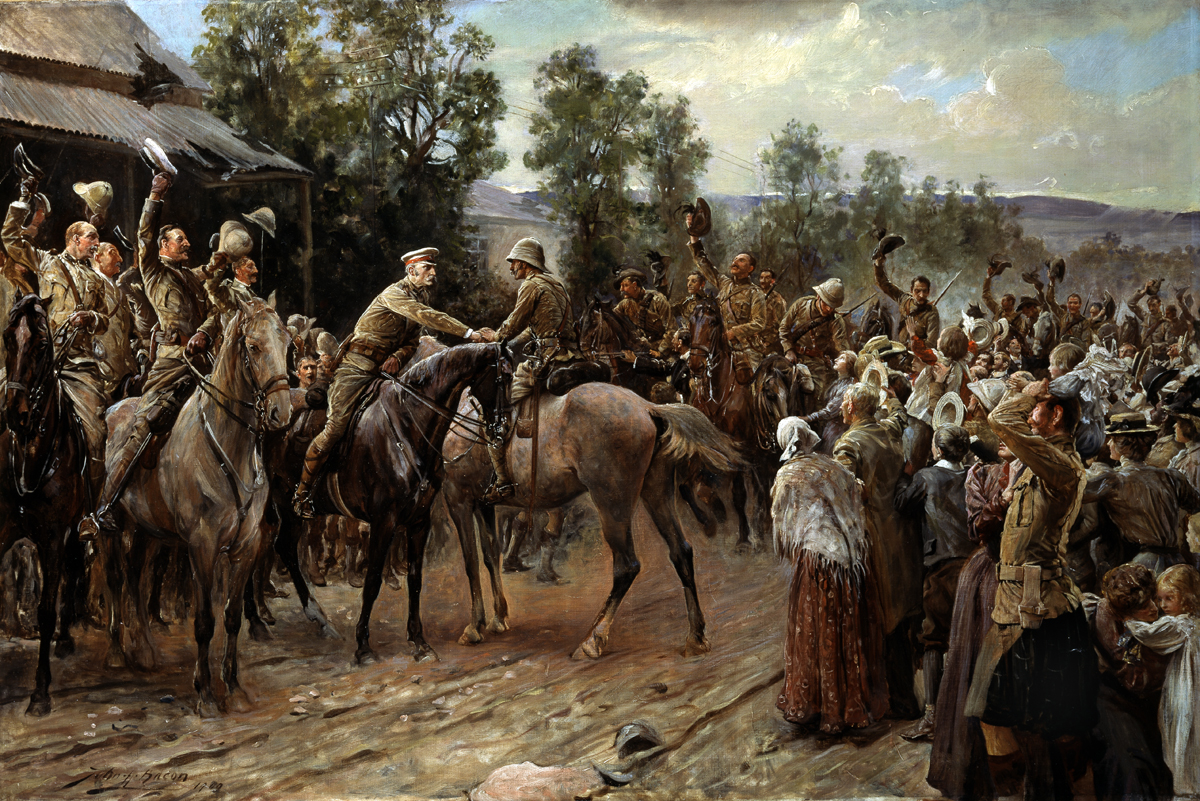
La libération de Ladysmith. Peinture de John Henry Frederick Bacon (1868-1914)

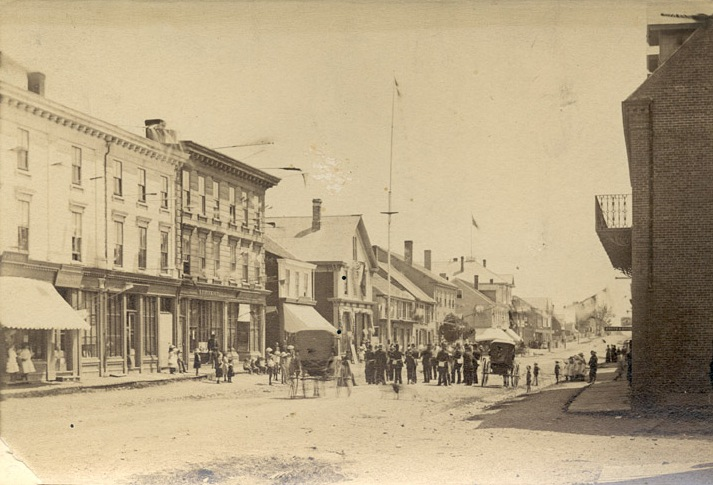
Réjouissances à St. Andrews au Canada à la suite de la nouvelle de la libération de Ladysmith.

Alors que Buller faisait diverses tentatives pour traverser la rivière Tugela, les défenseurs de Ladysmith souffraient du manque de nourriture et de biens divers, ainsi que de maladies dont surtout la fièvre typhoïde. Les Boers avaient depuis longtemps coupé l'alimentation en eau de Ladysmith, et les assiégés devaient se contenter de l'eau polluée de la rivière Klip. La situation souffrit notamment de mauvaise administration de la part des officiers médicaux et d'approvisionnement.
Jusqu'à la fin du siège, les militaires et les habitants assiégés vécurent largement de viande de cheval et de bœufs (surtout sous la forme de "chevril", un extrait de viande nommé d'après le produit commercialisé sous le nom de "Bovril").
Buller réussit cependant à forcer les positions boers le 27 février. Après une série de revers, les forces britanniques abandonnèrent les tactiques classiques des armées coloniales pour des méthodes coordonnant les actions d'infanterie et d'artillerie. Après une série d'actions successives, le moral des troupes de Botha déclina, et une retraite des assiégeants débuta dans le désordre à la faveur d'une tempête. Buller ne les poursuivit pas, les hommes affaiblis de White pas davantage.
Les premiers hommes à pénétrer dans Ladysmith, conduits par le major Hubert Gough, parvint le 28 février. White les félicita par un « Dieu merci, nous avons gardé le drapeau au vent ».

## Après le siège
La libération de Ladysmith fut largement célébrée dans l'Empire britannique, suivies de célébrations plus importantes à la suite de la levée du siège de Mafeking. Quatre croix de Victoria furent décernée pour les participants au siège : John Norwood (en) le 30 octobre 1899, à Wagon Hill le 6 janvier 1900, Herman Albrecht (en) et Robert James Thomas Digby-Jones (qui moururent tous deux), et James Edward Ignatius Masterson (en).

### Sources
- Kruger, Rayne; Goodbye Dolly Gray, New English Library, 1964
- (en) William McElwee, The art of war: Waterloo to Mons, Bloomington, Indiana University Press, 1975, 346 p. (ISBN 978-0-253-31075-0 et 978-0-253-20214-7, OCLC 1046029)
- (en) Thomas Pakenham, The Boer War, London, Cardinal, 1991, 659 p. (ISBN 978-0-747-40976-2 et 978-0-747-40976-2, OCLC 59812772)

### Romans
- Giles Foden, Ladysmith, éditions de l'Olivier, 2004

### Articles connexes

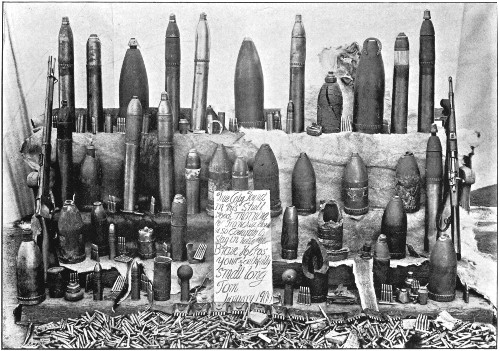
Échantillon de munitions récolté à Ladysmith